# Mardaieten
De Mardaieten waren een bevolkingsgroep, verwant met de Marden of Amardi, een Iraanse stam afkomstig van het Kaspische Zeegebied. Door de tijd heen vermengden ze zich met Arameeërs en bekeerden zich tot het Christendom en meer bepaald tot het miafysitisme. In de 7de eeuw leefden de meeste Mardaieten rond het Libanongebergte.

## Geschiedenis
Tegen 640 hadden de Arabieren de Levant veroverd en geraakten de Mardaieten in een isolement. Hun aantal groeide stelselmatig aan door de vele vluchtelingen, slachtoffers van de Byzantijns-Arabische oorlogen. Tijdens de Tweede Fitna (683-692) (Arabische burgeroorlog) slaagde keizer Justinianus II Rhinotmetos erin ze aan zijn kant te krijgen en hen in te schakelen in een guerrillaoorlog. In 687 sloot kalief Abd al-Malik noodgedwongen met Justinianus een vredesverdrag. 
De inkomens van de provincies Armenia, Iberia en Cyprus werden verdeeld onder de twee rijken. Justinianus deporteerde 12.000 christelijke Mardaieten van uit Libanon naar de zuidkust van Anatolië, evenals delen van Griekenland zoals Epirus en de Peloponnesos. De Mardaieten en inwoners van Cyprus werden gebruikt om ontvolkte gebieden, door de oorlogssituaties, en zijn zeestrijdkrachten aan te vullen. 
In 708 slaagde generaal Maslama ibn Abd al-Malik het bolwerk van de achtergeblevenen te veroveren. De Mardaieten werden verspreid over het Arabische Rijk.